# Тарва
Тарва (англ. Tharwa) — деревня в Австралийской столичной территории в 35 километрах к югу от Канберры. Почтовый индекс: 2620.
Деревня расположена на берегу реки Маррамбиджи на перекрестке дорог Tidbinbilla Road, Naas Road и Tharwa Drive. Основные общественные здания: магазин (1922 года постройки), подготовительная школа, начальная школа (1912 года постройки, сейчас закрыта), церковь Сент-Эдмундс, кладбище, общественный зал и теннисные корты. Ежегодная ярмарка проводится в мае в здании начальной школы.

## Этимология названия
Слово Тарва является аборигенским названием горы Теннант, близлежащего горного пика, который является частью Национального парка Намаджи. Гора Теннант названа в честь Джона Теннанта, который был одним из первых и наиболее известным рейнджером в регионе. Джон Теннант жили в убежище на горе за Тарвой, из которого он осуществлял набеги на местные поселения в 1827—1828 годах, до своего ареста и высылки на остров Норфолк.

## История

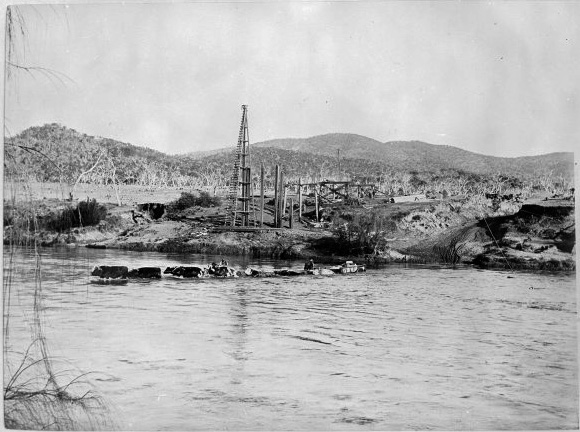
Строительство моста Тарва в 1893 году

Тарва — старейший официальный населенный пункт на землях Австралийской столичной территории, провозглашенная поселением в 1862 году. Расцвет деревни пришёлся на 1891 год, когда в ней проживали 255 человек и насчитывалось 38 домов. Мост Тарва, пересекающий реку Маррамбиджи, был открыт 27 марта 1895 года. Вскоре после этого, в 1899 году, открылась начальная школа.
Деревня едва избежала гибели в лесных пожарах 2003 года. В 2005 году жители Тарвы столкнулись с двумя другими трудностями: закрытие  и последующий ремонт моста Тарва из-за усилившихся процессов гниения его деревянных опор, а также закрытие властями Австралийской столичной территории начальной школы в конце 2006 года.
Мост Тарва был вновь открыт для ограниченного движения (до 5 тонн) в августе 2008 года. Ремонтные работы были окончены в 2011 году.

## Мост Тарва

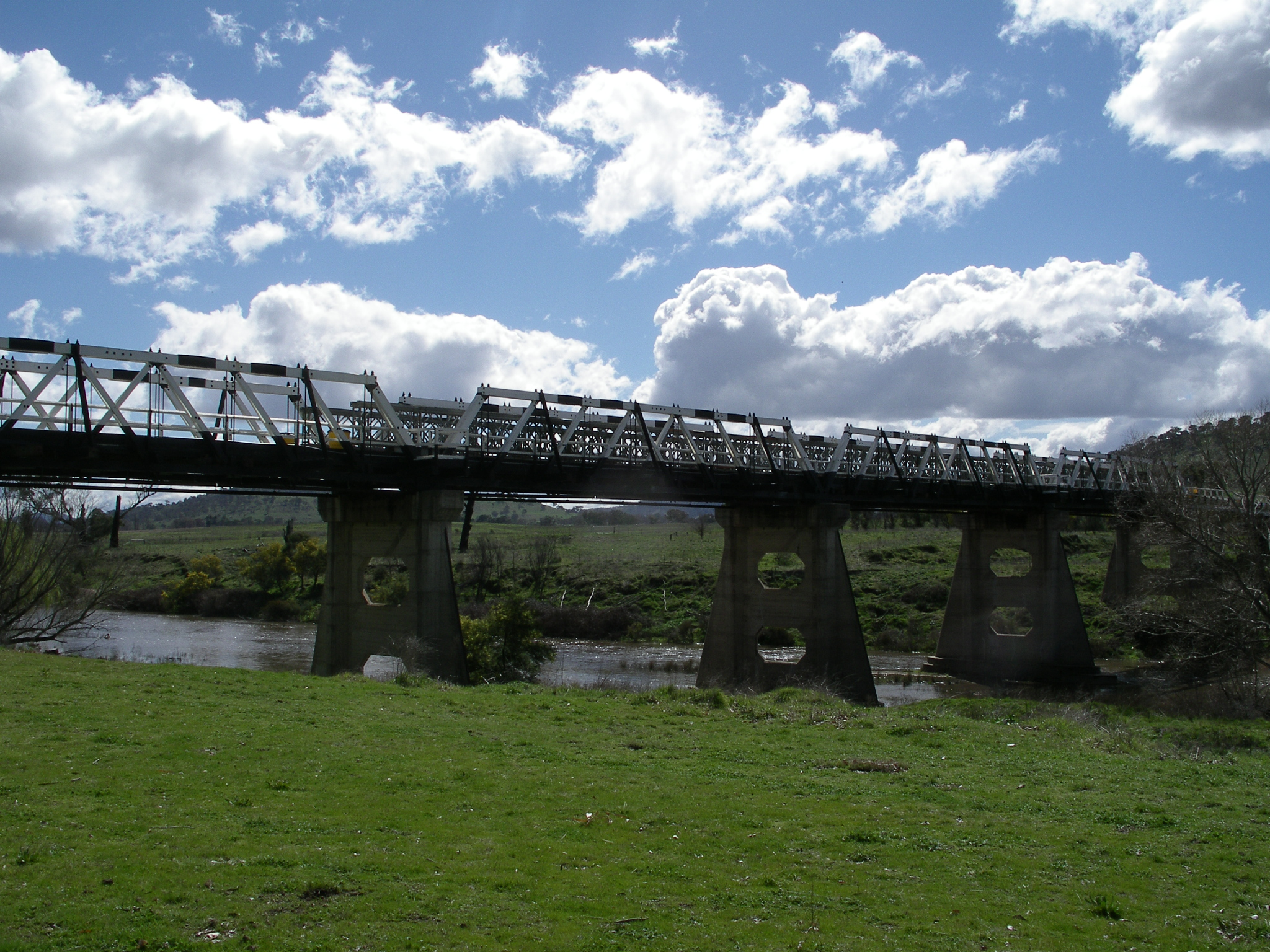
Мост Тарва, вид с севера

Мост Тарва — четырёх пролётный мост, пересекающий на высоком уровне реку Маррамбиджи и обеспечивающий сообщение между деревней Тарва и Канберрой. Старейший из сохранившихся в Австралийской столичной территории мостов, был открыт 27 марта 1895 года.
День его открытия был объявлен праздником в регионе, был проведен парад в Тарве, 1500 человек наблюдали за официальной церемонией открытия. Мост вносит значительный вклад в формирование ландшафта в увязке с рекой, деревней и окружающими холмами. Высота проезжей части моста соответствует наиболее высокому уровню разлива реки, отмеченному до его строительства. После строительства вода не поднималась выше этого уровня. Отметка на западной опоре показывает уровень разлива реки в 1991 году.
Мост имеет историческое и техническое значение, поскольку использованная при его строительстве конструкция ферм Оллэна осталась практически нетронутой. Это ранний пример применения новой технологии Перси Оллэна при строительстве деревянных дорожных мостов в Новом Южном Уэльсе в ходе периода развития дорог и мостов в последней декаде XIX века. Мост высоко ценится местным сообществом как неотрывная часть деревни Тарва и ассоциируется с периодом европейского заселения и развития региона в XIX веке.
В 1983 году мост был включен в Регистр Австралийской комиссии по наследию, а в 1998 году — в Регистр наследия Австралийской столичной территории.

## Начальная школа

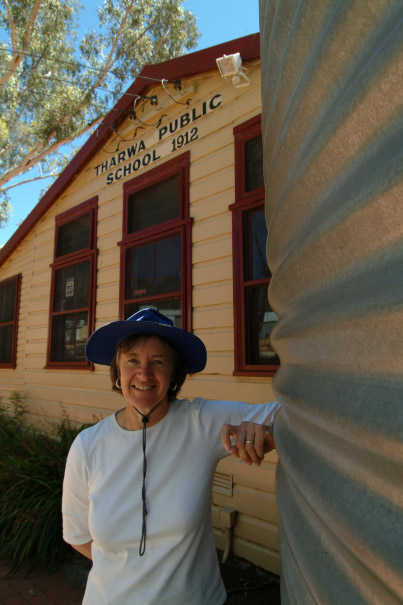
Начальная школа в Тарве

Здание начальной школы в Тарве было построено в 1898 году и открыто в 1899 году. В здании имелись две классные комнаты для начальной школы, а также дошкольный класс. Нынешнее здание школы построено в 1912 году. Начальная школа закрыта в декабре 2006 года. Подготовительная школа по-прежнему функционирует.

## Центр ремесел
Центр ремесел Каппэйкамбэйлонг расположен к югу от Тарвы в обширном поместье, основанном в 1850-х годах. В галереях центра представлены работы ведущих австралийских ремесленников. Экспозиции включают керамику, живопись, поделки из дерева, ювелирные изделия, стекло, текстиль, скульптуру, многое из которого выставлено на продажу.
В окрестностях Тарвы расположено также поместье Лэйнион.